# Shau Kei Wan (stacja MTR)
Shau Kei Wan (chiński: 筲箕灣) – jedna ze stacji MTR, systemu szybkiej kolei w Hongkongu, na Island Line. Została otwarta 31 maja 1985. 
Znajduje się na wyspie Hongkong, w obszarze Shau Kei Wan, w dzielnicy Eastern.